# 조지 벤담

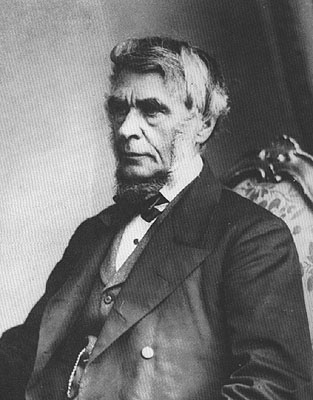

조지 벤담(George Bentham, 1800년 9월 22일 – 1884년 9월 10일)은 잉글랜드 식물학자이다. 식물학자 두에인 아이슬리는 벤담을 19세기 최고의 체계 생물학자로 호칭했다. 처음에는 법학을 공부했지만 어릴 적 식물학에 매료되어 식물학을 추구하게 됐고 1861년 린네 협회의 회장을 맡고, 1862년에 왕립학회의 펠로가 됐다. 수많은 중요한 식물학(특히 식물상) 작품들의 저자이다. 조지프 돌턴 후커와 함께 식물분류의 체계를 잡은 것으로 알려졌다. 1884년 런던에서 사망했다.